# Basadre (España)
Basadre (oficialmente Santa María de Basadre) es una parroquia española del municipio de Golada, perteneciente a la provincia de Pontevedra, en la comunidad autónoma de Galicia.

## Historia
Hacia mediados del siglo XIX, la parroquia, ya por entonces perteneciente a Golada, tenía contabilizada una población de 96 habitantes. Aparece descrita en el cuarto volumen del Diccionario geográfico-estadístico-histórico de España y sus posesiones de Ultramar de Pascual Madoz con las siguientes palabras:

BASADRE (Sta. Maria de): felig. en la prov. de Pontevedra (12 leg.), dióc. de Lugo (8), part. jud. de Lalin (2) y ayunt. de Golada (1/4): sit. sobre la márg. izq. del r. Ulla con buena ventilacion y clima sano: comprende el l. de Souto: la igl. parr. (Sta. Maria), es matriz de San Estéban de Baladre, Santiago de Eidian y San Martin de Ramil; el curato es de entrada y de patronato real y ecl.: el térm. confina con el mencionado r., con Sta. Maria de Berredo y con su ya citado anejo (San Esteban de Basadre). El terreno es bastante fértil y no carece de arbolado. Los caminos son quebrados y malos: el correo lo recibe de Gesto: prod.: trigo, centeno, maiz, hortalizas, poco y mal vino, castañas, otras frutas y muchas patatas: cria ganado vacuno, lanar, cabrio y de cerda, se encuentra alguna caza y pesca; ind.: la agricola y algunos molinos harineros y el comercio que proporciona la feria de Golada; pobl.: 15 vec. 96 alm.; contr.: con su ayunt. (V.)
(Madoz, 1846, p. 64)

En 2022, tenía empadronados 38 habitantes.